# بانی رایت
بانی فرانسسکا رایت (به انگلیسی: Bonnie Francesca Wright) (زاده ۱۷ فوریه ۱۹۹۱) بازیگر انگلیسی است. وی با بازی در سری فیلم‌های هری پاتر در نقش جینی ویزلی به شهرت رسید. او در حالی این نقش را بازی کرد که تنها ۹ سال داشت.

## زندگی شخصی
او فرزند گری رایت و شیلا تیگ، جواهرسازان بزرگ لندن است؛ شرکت آن‌ها رایت و تیگ نام دارد. او یک برادر بزرگتر به نام «لِویس» داردکه اصلی‌ترین مشوق بانی برای شرکت در مصاحبه برای پذیرفتن نقش جینی ویزلی نیز بوده‌است.
او از پیانو زدن، اسکیت، نقاشی و آهنگ خواندن لذت می‌برد. در زمان گذراندن دوران تحصیلات دبیرستان خود، او در کلاس‌های رقص باله هم شرکت کرد همچنین او خواننده و نوازنده پیانو هم هست و کلاً در شخصیت او علاقه شدیدی به هنر مشاهده می‌شود.
او همچنین از آمریکا، استرالیا، هند، اسپانیا، فرانسه، ایتالیا و فنلاند نیز دیدن کرده‌است.

## نامزدی و جدایی
او در ۲۱ آوریل ۲۰۱۱ با بازیگر مجموعه فیلم هری پاتر، جیمی باور در ردینگ، برکشایر نامزد کرد. آنها نیز طی صحبت با خبرگزاری‌ها اعلام کردند عروسی آنها احتمالاً در سال ۲۰۱۲ خواهد بود ولی رایت در اواخر سال ۲۰۱۲ بعد از گذشت ۱ سال نامزدی و ۴ سال رابطه؛ از وی جدا شد. جیمی باور اعتراف کرده است در تمام این مدت از بانی رایت متنفر بوده و تظاهر میکرد عاشقش است. از سال ۲۰۲۰، این بازیگر زندگی خود را با اندرو لوکوکو، یک کارآفرین آمریکایی به اشتراک گذاشته است. آنها در ۱۹ مارس ۲۰۲۲ در یک مرکز زیست محیطی در کالیفرنیا، ازدواج کردند.

## زندگی بازیگری
اولین تجربهٔ بازیگریش در فیلم هری پاتر و سنگ جادوگر است. نقش او تبدیل به یک نقش بزرگتر در فیلم دوم هری پاتر و تالار اسرار بود در حالی که در هری پاتر و زندانی آزکابان تنها یک خط دیالوگ داشت. به هر حال نقش او در فیلمهای بعدی هری پاتر و جام آتش و هری پاتر و محفل ققنوس تبدیل به نقش دوم شد و در هری پاتر و شاهزادهٔ دورگه تبدیل به عشق اصلی هری پاتر شد.
در سال ۲۰۰۸ وی در مجله Portrait Magazine نفر ۵ در لیست مورد علاقه‌ترین بازیگر سال شد. وی همچنین برای مؤسسهٔ خیریه‌ای نقاشی زیبایی کشید و همچنین شعری سرود.
در سال ۲۰۰۹ او به دانشگاه هنر لندن وارد شد و مشغول تحصیل رشته فیلم و تلویزیون در مقطع عالیه شد.
او بعد از ایفای نقش در فیلم آخر هری پاتر (یادگاران مرگ ۲) در حال کارگردانی فیلمی کوتاه با همکاری دیوید تیولیس بازیگر نقش ریموس لوپین در سری فیلم‌های هری پاتر است، عنوان این فیلم Separate We Come, Separate We Go است.
او در سال ۲۰۱۱ برنده جایزه Most Edgy Look Award در Rodial Beautiful Awards شد. همچنین او اکنون نامزد بهترین بازیگر نوظهور زن در جوایز امپایر است.

## دوستان
از دوستان او در سری فیلم‌های هری پاتر می‌توان، کیتی لیانگ، ایوانا لینچ، افشان آزاد و اما واتسون را نام برد. وی خارج از زندگی بازیگری با جیلیان مگوایر و دختر موزیسین معروف انی لینوکس، لولا نینوکس است.

## فیلم‌شناسی
| سال  | نوع     | عنوان                              | نقش                 |
| ---- | ------- | ---------------------------------- | ------------------- |
| ۲۰۱۳ | فیلم    | پس از تاریکی                       | جرجینا              |
| ۲۰۱۳ | فیلم    | قبل از اینکه بخوابم                | فیبی                |
| ۲۰۱۲ | فیلم    | جغرافیا از قلب بیچاره              | میا                 |
| ۲۰۱۱ | فیلم    | هری پاتر و یادگاران مرگ - قسمت دوم | جینی ویزلی          |
| ۲۰۱۰ | فیلم    | هری پاتر و یادگاران مرگ - قسمت اول | جینی ویزلی          |
| ۲۰۰۹ | فیلم    | هری پاتر و شاهزادهٔ دورگه           | جینی ویزلی          |
| ۲۰۰۷ | فیلم    | هری پاتر و محفل ققنوس              | جینی ویزلی          |
| ۲۰۰۷ | تله‌فیلم | تعویض‌ها                            | وانه‌سا              |
| ۲۰۰۵ | فیلم    | هری پاتر و جام آتش                 | جینی ویزلی          |
| ۲۰۰۴ | فیلم    | هری پاتر و زندانی آزکابان          | جینی ویزلی          |
| ۲۰۰۴ | تله‌فیلم | آگاتا کریستی: زندگی در تصاویر      | کودکی آگاتا کریستی  |
| ۲۰۰۲ | فیلم    | هری پاتر و تالار اسرار             | جینی ویزلی          |
| ۲۰۰۲ | تله‌فیلم | به‌گِل نشسته                         | کودکی سارا رابینسون |
| ۲۰۰۱ | فیلم    | هری پاتر و سنگ جادو                | جینی ویزلی          |